# Народний Герой (Казахстан)
Наро́дний Геро́й (каз. Халық Қаһарманы) — найвищий ступінь відзнаки в Казахстані поряд з орденом Золотого Орла і званням «Герой Праці Казахстану». Звання «Народний Герой» присвоюється за видатні заслуги перед Казахстаном, пов'язані зі здійсненням героїчного громадянського або військового подвигу.
Особам, удостоєним звання «Народний Герой», вручається знак особливої відзнаки — Золота Зірка (каз. Алтын жулдыз) та Орден Вітчизни (каз. Отан ордені).

## Опис знаку
Знак «Золота Зірка» звання «Народний Герой» являє собою золоту семиконечну зірку з гладкими двогранними променями. Між променями у основи вставлені сім безбарвних фіанітів.
Зворотний бік зірки увігнутий, з поглибленим рельєфом по променях, з пласкою центральною частиною, де розташований надпис «Халық Қаһарманы». Верхній промінь зірки увінчує цільновирубане вушко.
Зірка за допомогою сполучної ланки підвішена до орденської колодки.
Колодка являє собою п'ятикутну металеву пластину, обтягнуту муаровою стрічкою кольорів державного прапора Казахстану. Висота колодки — 41 мм, ширина — 34 мм. Поверх муарової стрічки вздовж колодки розташована накладка у вигляді променя, у нижній частині якого закріплений безбарвний фіаніт.
Знак «Золота Зірка» першого типу не мав фіанітів і був підвішений до трикутної колодки з муаровою стрічкою блакитного кольору.

## Нагороджені
Серед удостоєних звання «Народний Герой», зокрема, були:
- Сагадат Нурмагамбетов — генерал армії, перший міністр оборони Казахстану (Указ від 23.05.1994)
- Токтар Аубакіров — генерал-майор, перший льотчик-космонавт Казахстану (Указ від 12.01.1995)
- Талгат Мусабаєв — генерал-майор, другий льотчик-космонавт Казахстану (Указ від 12.01.1995)
- Касим Кайсенов — письменник, учасник Другої світової війни (Указ від 24.04.1995)
- Мухтар Алієв — академік, хірург (Указ від 29.12.1995)
- Кайрат Рискулбеков — учасник грудневих подій 1996 року в Алма-Аті (09.12.1996, посмертно)
- Нургіса Тілендієв — композитор (Указ від 24.08.1998)
- Азербайжан Мәмбетов — театральний режисер, народний артист СРСР (Указ від 24.10.1998)
- Рахімжан Кошкарбаєв — учасник Другої світової війни (Указ від 07.05.1999, посмертно)
- Хіуаз Доспанова — військова льотчиця, учасник Другої світової війни (Указ від 07.12.2004)
- Мухрат Алтинбаєв — генерал армії, міністр оборони Казахстану (Указ від 06.05.2006)